# Dahlenwarsleber Straße 1

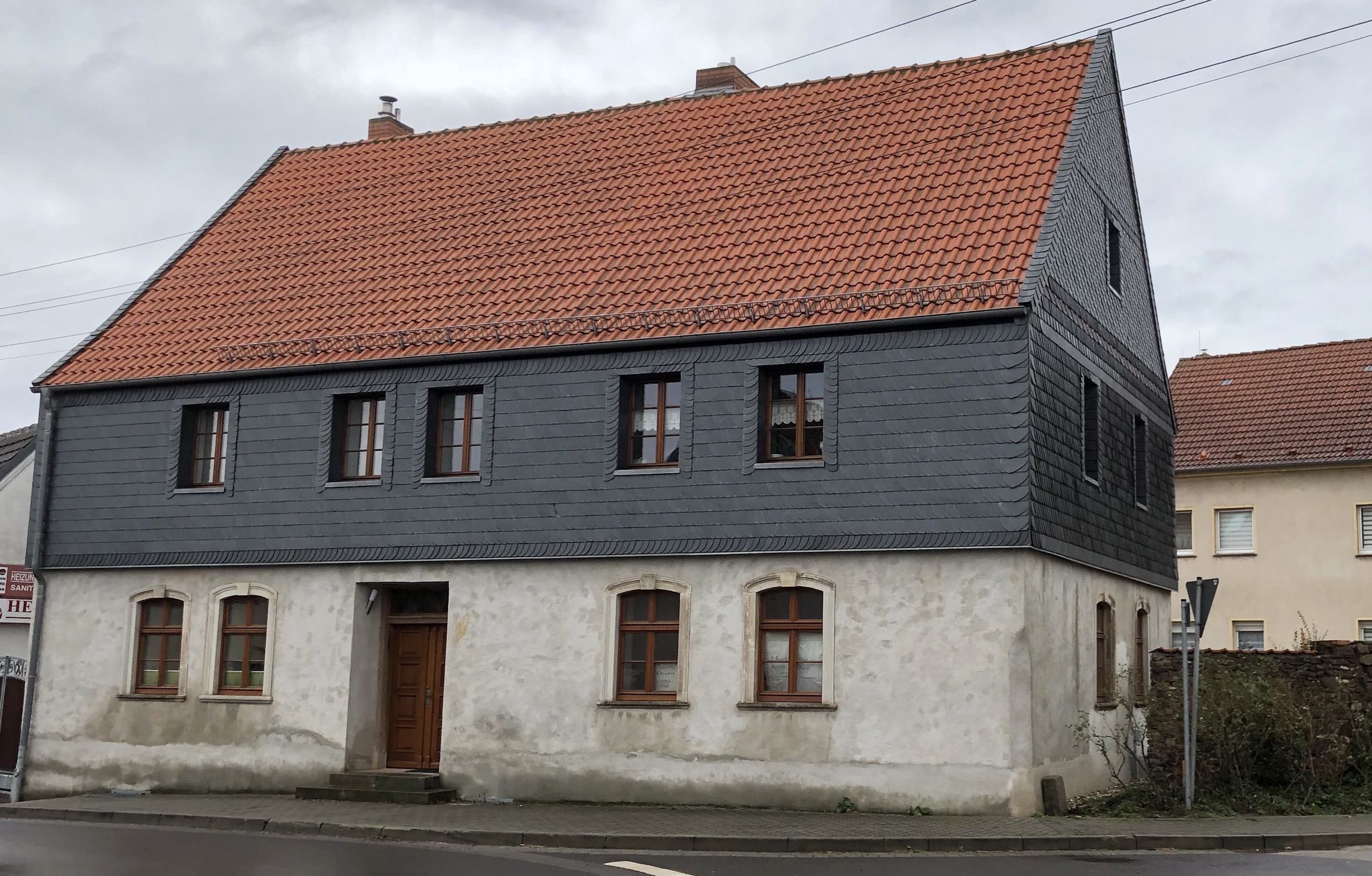
Dahlenwarsleber Straße 1

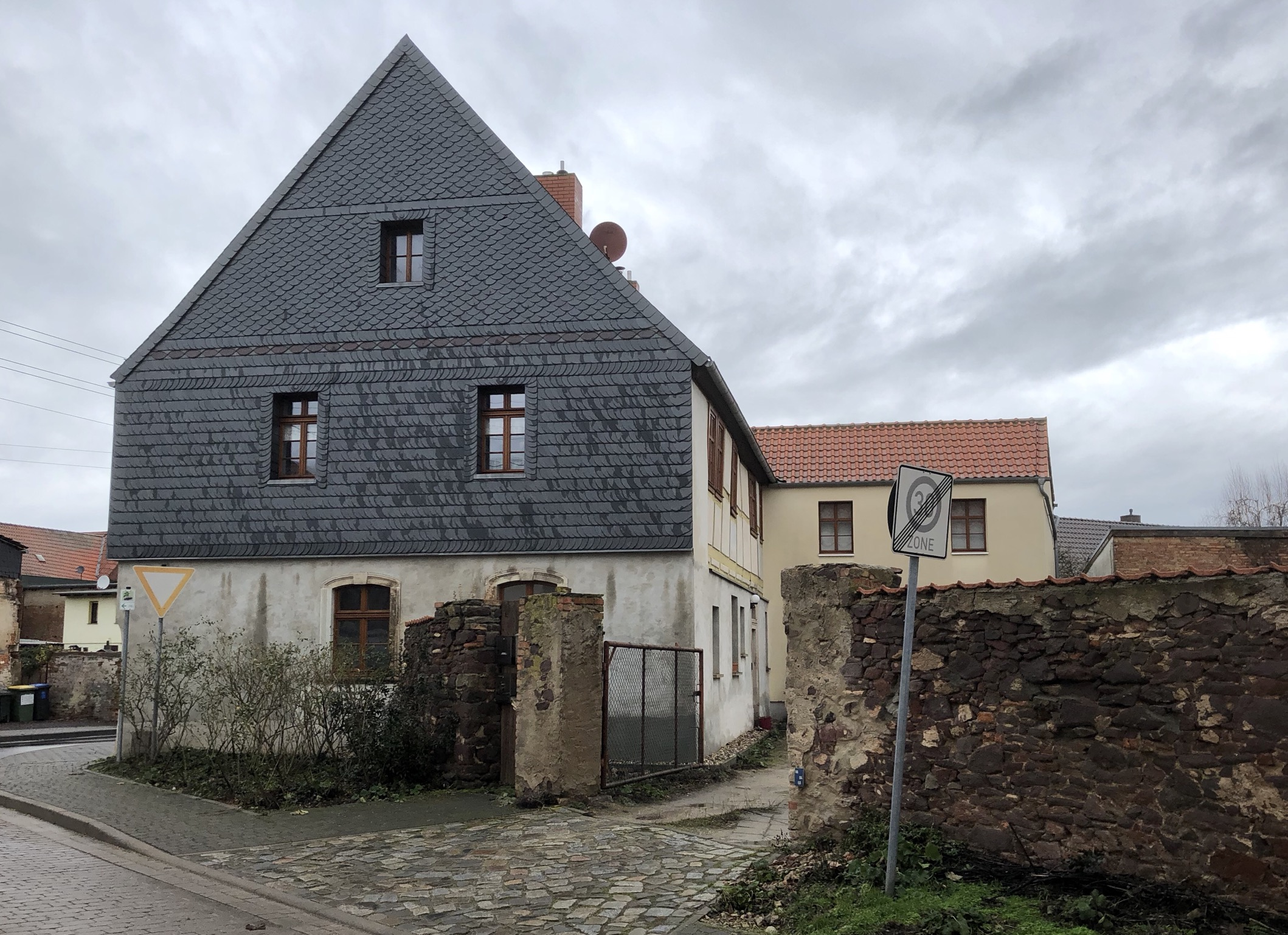
Blick von Süden, 2019

Das Gebäude Dahlenwarsleber Straße 1 ist ein denkmalgeschütztes Bauernhaus in der Gemeinde Hohe Börde in Sachsen-Anhalt.

## Lage
Es befindet sich im Ortsteil Hohenwarsleben traufständig am südlichen Ende der Dahlenwarsleber Straße, auf deren Ostseite. Das Gebäude befindet sich in einer das Straßenbild prägenden Ecklage an der Einmündung der Dahlenwarsleber Straße auf die südlich verlaufende Karl-Marx-Straße.

## Architektur und Geschichte
Das große zweigeschossige Bauernhaus entstand im frühen 19. Jahrhundert. Der verputzte Bau weist im Erdgeschoss profilierte Gewände aus Sandstein auf. Sie entsprechen der für die Magdeburger Börde aus der Zeit nach dem Barock typischen Gestaltung. Die Eingangstür ist doppelflügelig ausgeführt und mit einem Oberlicht im Stil der Neogotik versehen. Bedeckt ist das Gebäude mit einem Satteldach.
Im örtlichen Denkmalverzeichnis ist das Bauernhaus unter der Erfassungsnummer 094 75053 als Baudenkmal eingetragen.